# Набережная Сидоровского канала
Набережная Си́доровского канала — набережная в городе Ломоносове Петродворцового района Санкт-Петербурга. Проходит от Угольной улицы до территории гидрографической службы ВМФ (дом 5).
Канал был проложен в Ораниенбауме в начале XX века. Подрядчиком был купец Сидоров, фамилия которого и сохранилась в названии.
Набережная появилась в советское время. Она не является прибрежной улицей — проходит в 30 метрах юго-восточнее канала за застройкой.